# Tiburtina (metropolitana di Roma)
Tiburtina è una stazione della linea B della metropolitana di Roma.

## Storia
La stazione di Tiburtina fu costruita come parte della tratta da Termini a Rebibbia della linea B, inaugurata il 7 dicembre 1990 e aperta al pubblico il giorno successivo.

## Struttura e impianti
La stazione è collegata a Roma Tiburtina ed effettua quindi interscambi con i treni regionali, suburbani, con i treni di Trenitalia e di NTV.

## Servizi
La stazione dispone di:
- Biglietteria a sportello
- Biglietteria automatica
- Servizi igienici
- Bar
- Negozi

## Interscambi
- Stazione ferroviaria (   Roma Tiburtina)
- Fermata autobus ATAC e Cotral
- Autostazione TIBUS